# Kamma Rahbek
Kamma Rahbek, egentlig Karen Margrethe (født Heger, 19. oktober 1775 i København – 21. januar 1829 på Frederiksberg) var en dansk kulturpersonlighed og salonværtinde.
Hun var datter af assessor Hans Heger (1747-1819) og hustru Anne Louise, født Drewsen (1751-1799).
Hun voksede op i et velhavende hjem i Nørregade, og hendes far havde mange interesser som han delte med sine børn: astronomi, musik, botanik, æskemageri og skønlitteratur. Karen Margrethe fik en vidtspændende uddannelse, således havde hun på et tidspunkt den unge Bertel Thorvaldsen som tegnelærer. I en periode gik hun på Frk. Lindes Institut for Piger, hvor hun især var dygtig til regning og matematik. Hun lærte at læse og tale adskillige sprog herunder tysk, fransk, spansk, latin, græsk og italiensk ligesom hun lidt atypisk for tiden også lærte engelsk. Senere studerede hun også portugisisk.
Kamma Rahbek blev gift 31. august 1798 med den meget ældre Knud Lyne Rahbek, født i 1760, som hun havde lært at kende gennem en kreds af unge kunstnere, som hun færdedes i. Hendes bror Stephan Heger var selv skuespiller, og Knud Rahbek var lidenskabelig teatergænger og -kritiker. I sine erindringer tilstår Knud Lyhne Rahbek, at det var Kamma selv, som valgte ham. Hun kunne ikke have valgt bedre: nok var han meget ældre, men for hende den morsomste, mest belæste og berejste og mest interessante mand i hele Danmark. En af de få personer, hun aldrig ville kede sig sammen med.
Kamma brød sig ikke så meget om teater, men lod sin mand passe sin passion. Hun læste grådigt, men kritisk.
Parret købte Bakkehuset på Frederiksberg, hvor guldalderens danske forfattere og kunstnere mødtes i Kamma Rahbeks salon til enkle traktementer, men så meget desto mere åndfuld samtale. Bakkehuset blev en borgerlig parallel til de mere internationale saloner hos Friederike Brun og Charlotte Schimmelmann. Bakkehuset var var et uformelt kulturcenter. Hvor tidligere mødesteder havde forenet diplomatisk elite med landets førende inden for statsledelse, erhvervsliv og kulturliv, var det i højere grad kunstnere og forskere, som tog til Bakkehuset. Til gengæld var denne kreds lig med Guldalderens elite.
Blandt de hyppige gæster i Bakkehuset var f.eks. Adam Oehlenschläger, som var gift med Kammas søster Christiane, Jens Baggesen, Sophie Ørsted,
Poul Martin Møller, N.F.S. Grundtvig, B.S. Ingemann, H.C. Andersen, P. O. Brøndsted, Chr. Molbech, J.M. Thiele og Johan Ludvig Heiberg samt hele hans familie. Kamma og Knud var ofte rygende uenige om de nye digteres kvaliteter. Hvor Knud Rahbek tilhørte den moraliserende periode fra slutningen af 1700-tallet, havde Kamma desto mere blik for den fremvoksende romantik.
Kamma Rahbek var desuden en flittig brevskriver. Flere af hendes brevvekslinger er udgivet. Hun havde som ung pige modtaget tegneundervisning af bl.a. Thorvaldsen og var kunstnerisk begavet: hun lavede dekorative æsker, der ofte fremstillede et af tidens emner. Kamma var således som de fleste af sine fæller optaget af den græske frihedskrig og skabte en række "græske æsker". Æskerne var nyttige og smukke, og Kammas gæster deltog også ofte i æskemageriet. Kamma var også interesseret i havekunst, og havde både prydhave og køkkenhave, som var så givende, at hun også kunne sælge af sine grøntsager. I dag er Bakkehusets have Arkiveret 9. oktober 2017 hos  Wayback Machine langt mindre end den oprindelige have, men den er nyanlagt i 2017 med reference til kilder om, hvordan haven så ud i Kammas tid.
Hun døde ung i 1829 formentlig af cancer, og ligger begravet på Frederiksberg ældre kirkegård. Bakkehuset er i dag museum.